# Chris Sharpe
Chris Sharpe (født 21. september 1981) er en fodboldspiller fra Australien der fungere som 3. målmand for Major League Soccer klubben Colorado Rapids og træner på deres fodboldakademi.

## Fodbold karriere

### Australien og England
Allerede som juniorspiller forlod Sharpe den sydlige halvkugle og søgte til England for at blive en bedre målmand. Han spillede for ungdomshold hos Aston Villa og Blackburn Rovers indtil han i 2000 skrev sin første professionelle kontrakt. Dette blev med klubben Southampton i Sydengland. Året efter tog han til hjemlandet Australien hvor han spillede i 4 sæsoner inden turen i 2005 igen gik til England, og denne gang den lille klub Chesterfield FC som dengang spillede i den næstbedste engelske række League One. Her blev det til en halv sæson inden turen gik til Danmark og Fyn.

### Danmark
Den 2. marts 2006 underskrev Chris Sharpe en kontrakt med den fynske klub B 1909 der på dæværende tidspunkt spillede i 2. division Vest og sluttede som nummer 14 i divisionen og lige nøjagtig undgik nedrykning til Danmarksserien. Kontrakten var gældende for resten af forårssæsonen. 
I august 2006 gik turen til Midtjylland og Viborg FF som manglede back-up for de 2 andre målmænd i truppen John Alvbåge og Kristian Kirk. Denne kontrakt var kun gældende fra 15. august 2006 til 31. december samme år og han opnåede ingen kampe i Superligaen for holdet.
Efter juleferie hjemme i Sydney, kom han i januar 2007 tilbage til dansk fodbold. Det var træner Henrik "Store" Larsen der manglede en målmand i 1. divisions klubben Køge Boldklub, efter at Nenad Novaković var blevet solgt til OB. Sharpe underskrev en 6. måneders kontrakt den 17. januar 2007 med den sjællandske klub. Han blev 1. målmand og nåede at spille de 4 første kampe for topholdet, inden han blev skadet i en kamp mod Brabrand.

Selvom klubben og spilleren havde snakket om at forlænge kontrakten blev det ikke til noget, og Chris Sharpe forlod Danmark og dansk fodbold 15 måneder efter sin ankomst da kontrakten med Køge udløb den 31. juni 2007. 

### USA
Herefter gik turen til USA og den amerikanske Major League Soccer klub Colorado Rapids som han kom til i sommeren 2007.